# Cladocarpus paraformosus
Cladocarpus paraformosus är en nässeldjursart som beskrevs av Peter Schuchert 2000. Cladocarpus paraformosus ingår i släktet Cladocarpus och familjen Aglaopheniidae.
Artens utbredningsområde är Norra Ishavet. Inga underarter finns listade i Catalogue of Life.